# Championnat d'Irlande de football 2007
Navigation
Saison précédente Saison suivante
La saison 2007 du Championnat d'Irlande de football est la 87e saison du championnat national. Ce championnat se compose de deux divisions, la Premier Division, le plus haut niveau et la First Division, l’équivalent d’une deuxième division. Le Shelbourne Football Club est le tenant du titre après sa victoire de 2006. 
La fédération irlandaise de football lance une nouvelle version du championnat professionnel:la FAI League of Ireland. Elle favorise la création de deux nouvelles équipes Limerick 37 qui remplace Limerick FC incapable de répondre aux exigences financières de la Fédération et les Wexford Youths FC dont la ville est représentée pour la première fois dans le championnat.
Drogheda United gagne pour la première fois de son histoire le titre de champion d'Irlande.

## Les 22 clubs participants
| \| Dublin: · Premier Div.: · Bohemian · Shamrock Rovers · St Pat's · UCD · First Div.: · Shelbourne FC Dublin Bray Cork City FC Derry City FC Drogheda United Galway United Longford Town Sligo Rovers Waterford FC Dundalk FC Finn Harps Athlone Town Cobh Ramblers FC Monaghan United Wexford Youths Limerick FC Kildare County Kilkenny City \| Localisation des clubs engagés dans le championnat. |
| Dublin: · Premier Div.: · Bohemian · Shamrock Rovers · St Pat's · UCD · First Div.: · Shelbourne FC Dublin Bray Cork City FC Derry City FC Drogheda United Galway United Longford Town Sligo Rovers Waterford FC Dundalk FC Finn Harps Athlone Town Cobh Ramblers FC Monaghan United Wexford Youths Limerick FC Kildare County Kilkenny City                                                           |

| \| Bohemian Shamrock Rovers St. Patrick's Shelbourne UCD \| Localisation des clubs dublinois. |
| Bohemian Shamrock Rovers St. Patrick's Shelbourne UCD                                         |

Liste des clubs de Premier Division
| Équipe                                              | Ville     | Manager              | Stade              | Capacité | Fondation |
| --------------------------------------------------- | --------- | -------------------- | ------------------ | -------- | --------- |
| Bohemian Football Club                              | Dublin    | Sean Connor          | Dalymount Park     | 7 955    | 1890      |
| Bray Wanderers Association Football Club            | Bray      | Eddie Gormley        | Carlisle Grounds   | 3 250    | 1942      |
| Cork City Football Club                             | Cork      | Damien Richardson    | Turners Cross      | 7 485    | 1984      |
| Derry City Football Club                            | Derry     | John Grant Robertson | Brandywell Stadium | 8 200    | 1928      |
| Drogheda United Football Club                       | Drogheda  | Paul Doolin          | United Park        | 2 000    | 1975      |
| Galway United Football Club                         | Galway    | Tony Cousins         | Terryland Park     | 5 000    | 2013      |
| Longford Town Football Club                         | Longford  |                      | Flancare Park      | 6 850    | 1924      |
| Shamrock Rovers Football Club                       | Dublin    | Pat Scully           | Tolka Park         | 12 000   | 1901      |
| Sligo Rovers Football Club                          | Sligo     | Paul Cook            | The Showgrounds    | 5 500    | 1928      |
| St. Patrick's Athletic Football Club                | Dublin    | John McDonnell       | Richmond Park      | 5 500    | 1929      |
| University College Dublin Association Football Club | Dublin    | Pete Mahon           | UCD Bowl           | 3 000    | 1895      |
| Waterford United Football Club                      | Waterford | Gareth Cronin        | RSC                | 3 100    | 1930      |

Liste des clubs de First Division
| Équipe                                  | Ville      | Manager           | Stade               | Capacité | Fondation |
| --------------------------------------- | ---------- | ----------------- | ------------------- | -------- | --------- |
| Athlone Town Football Club              | Athlone    | Michael O'Connor  | Lissywoolen Stadium | 5 000    | 1887      |
| Cobh Ramblers Football Club             | Cobh       | Stephen Henderson | St. Colman's Park   | 5 000    | 1922      |
| Dundalk Football Club                   | Dundalk    | John Gill         | Oriel Park          | 6 000    | 1903      |
| Finn Harps Football Club                | Ballybofey | Paul Hegarty      | Finn Park           | 4 458    | 1954      |
| Kildare County Football Club            | Newbridge  | John Ryan         | Station Road        | 2 500    | 2002      |
| Kilkenny City Association Football Club | Kilkenny   | Brendan Rea       | Buckley Park        | 6 500    | 1966      |
| Limerick Football Club                  | Limerick   | Paul McGee        | Jackman Park        | 2 500    | 2007      |
| Monaghan United Football Club           | Monaghan   | Mick Cooke        | Gortakeegan         | 5 000    | 1970      |
| Shelbourne Football Club                | Dublin     | Dermot Keely      | Tolka Park          | 9 680    | 1895      |
| Wexford Youths Football Club            | Crossabeg  | Mick Wallace      | Ferrycarrig Park    | 2 500    | 2007      |

## Classement
| Rang | Équipe                    | Pts | J  | G  | N  | P  | Bp | Bc | Diff |
| ---- | ------------------------- | --- | -- | -- | -- | -- | -- | -- | ---- |
| 1    | Drogheda United           | 68  | 33 | 19 | 11 | 3  | 48 | 24 | +24  |
| 2    | St. Patrick's Athletic FC | 61  | 33 | 18 | 7  | 8  | 54 | 29 | +25  |
| 3    | Bohemian FC               | 58  | 33 | 16 | 10 | 7  | 35 | 17 | +18  |
| 4    | Cork City FC              | 55  | 33 | 15 | 10 | 8  | 44 | 32 | +12  |
| 5    | Shamrock Rovers P         | 51  | 33 | 14 | 9  | 10 | 36 | 26 | +10  |
| 6    | Sligo Rovers              | 41  | 33 | 12 | 5  | 16 | 34 | 45 | -11  |
| 7    | Derry City FC             | 37  | 33 | 8  | 13 | 12 | 30 | 31 | -1   |
| 8    | Galway United             | 34  | 33 | 7  | 14 | 12 | 28 | 35 | -7   |
| 9    | Bray Wanderers            | 34  | 33 | 8  | 10 | 15 | 30 | 48 | -18  |
| 10   | UCD                       | 31  | 33 | 7  | 10 | 16 | 31 | 44 | -13  |
| 11   | Waterford United          | 30  | 33 | 7  | 9  | 17 | 23 | 47 | -24  |
| 12   | Longford Town -6          | 29  | 33 | 9  | 8  | 16 | 34 | 49 | -15  |

| Légende : Qualifications et relégations | Légende : Qualifications et relégations                                                                            |
| --------------------------------------- | --- |
|                                         | Champion d'Irlande et Ligue des champions 2008-2009, premier tour de qualification                                 |
|                                         | Coupe UEFA 2008-2009, premier tour de qualification                                                                |
|                                         | Barrage de relégation en deuxième division                                                                         |
|                                         | Relégation en deuxième division                                                                                    |
|                                         | T : Tenant du titre P : Promu C : Vainqueur de la Coupe d'Irlande 2007 CL : Vainqueur de la Coupe de la Ligue 2007 |

1. ↑  6 points de pénalité pour manquement aux règles de gestion financière.

- Meilleurs buteurs de Premier Division

1. David Mooney (Longford Town) : 19 buts
2. Mark Quigley (St. Patrick's Athletic) : 15 buts
3. Roy O'Donovan (Cork City) : 14 buts

## First Division

### Classement de laFirst Division
| Rang | Équipe              | Pts | J  | G  | N  | P  | Bp | Bc | Diff |
| ---- | ------------------- | --- | -- | -- | -- | -- | -- | -- | ---- |
| 1    | Cobh Ramblers FC    | 77  | 36 | 22 | 11 | 3  | 57 | 17 | +40  |
| 2    | Finn Harps          | 76  | 36 | 27 | 7  | 6  | 61 | 20 | +41  |
| 3    | Dundalk FC          | 66  | 36 | 19 | 9  | 8  | 56 | 30 | +26  |
| 4    | Limerick 37 P       | 53  | 36 | 14 | 11 | 11 | 46 | 41 | +5   |
| 5    | Shelbourne FC T R   | 43  | 36 | 11 | 10 | 15 | 46 | 46 | 0    |
| 6    | Athlone Town        | 41  | 36 | 11 | 8  | 17 | 40 | 55 | -15  |
| 7    | Kildare County F.C. | 39  | 36 | 9  | 12 | 15 | 48 | 62 | -14  |
| 8    | Monaghan United     | 38  | 36 | 9  | 11 | 16 | 38 | 52 | -14  |
| 9    | Wexford Youths FC   | 31  | 36 | 7  | 10 | 19 | 32 | 55 | -23  |
| 10   | Kilkenny City AFC   | 26  | 36 | 5  | 11 | 20 | 33 | 79 | -46  |

| Légende : Qualifications et relégations | Légende : Qualifications et relégations            |
| --------------------------------------- | -------------------------------------------------- |
|                                         | Monte en Première Division                         |
|                                         | Barrages pour l'accession en Première Division     |
|                                         | R : Reléguée de Première Division P : Nouveau club |

Meilleurs buteurs:
1. Conor Gethins (Finn Harps) : 15 buts
2. Davin O'Neill (Cobh Ramblers) : 14 buts
3. Anto Flood (Dundalk) et Philip Gorman (Kildare) : 13 buts